# Josef Prentl (Politiker, 1890)
Josef Prentl (* 13. August 1890 in Unterlaa, Niederösterreich; † 16. Mai 1949 ebenda, damals schon in Wien) war ein österreichischer Bauernfunktionär und Politiker der Christlich-sozialen Partei Österreichs.
Prentl besuchte die Volks- und die Bürgerschule und wurde wie sein Vater Bauer. Von 1920 bis 1938 war er Bürgermeister seiner Heimatgemeinde Unterlaa, die damals an Wien grenzte, aber erst 1938 in der NS-Diktatur Teil des Wiener Stadtgebiets wurde (siehe Groß-Wien).
Obmannstellvertreter in der Bezirksbauernkammer war er von 1924 bis 1933, anschließend leitete er diese bis zum „Anschluss“ Österreichs 1938. Mitglied des ständischen (nicht demokratischen) Landtages von Niederösterreich war er von 1934 bis 1938, vom 3. Juni 1932 bis zum 27. April 1934 war er Mitglied des Bundesrats und danach bis zum 2. Mai 1934 Abgeordneter zum Nationalrat. Er wurde am Friedhof Oberlaa bestattet.